# Maria Cacheda Pérez
Maria Cacheda Pérez (segle xx) és una historiadora de l'art, arqueòloga i gestora cultural especialitzada en educació patrimonial i feminisme prehistòric i arqueològic.
Historiadora de l'Art per la Universitat de Santiago de Compostel·la, es formà també amb un postgrau en arqueologia del paisatge. S'especialitzà en gestió cultural i en la intersecció acadèmica d'aquestes disciplines amb la perspectiva feminista i es doctorà en Arqueologia Prehistòrica per la Universitat Autònoma de Barcelona. Ha treballat per a l'Agència Catalana del Patrimoni Cultural i vinculada al Centre d'Estudis del Patrimoni Arqueològic de la Prehistòria, adjunt a la Universitat Autònoma de Barcelona.
Cacheda Pérez també és professora de la Universitat Oberta de Catalunya i membre de la xarxa d'investigació PastWomen sobre l'estudi cultural de la dona i el seu paper en la divulgació històrica. A més, ha col·laborat amb la revista digital Núvol, en altres publicacions sobre divulgació històrica, ha participat en actes i conferències culturals sobre la narrativa de la dona en les diverses etapes de la humanitat i s'ha mostrat a favor de la participació social necessària (sobretot pel que fa a la inclusió femenina) per al bon funcionament i l'accessibilitat dels museus públics i de l'educació sociocultural.